# Чемпіонат Європи з футболу 1964 (кваліфікаційний раунд)
Кваліфікаційний турнір Чемпіонату Європи з футболу 1964 року відбувався з 21 червня 1962 по 27 травня 1964 року. Двадцять дев'ять команд-учасниць грали за системою плей-оф.

## Матчі

### Попередній етап
Норвегія—Швеція — 0:2 і 1:1 

Данія—Мальта — 6:1 і 3:1 

Ірландія—Ісландія — 4:2 і 1:1 

Англія—Франція — 1:1 і 2:5 

Польща—Північна Ірландія — 0:2 і 0:2 

Іспанія—Румунія — 6:0 і 1:3 

Югославія—Бельгія — 3:2 і 1:0 

Болгарія—Португалія — 3:1 і 1:3 (перегравання в Римі — 1:0 на користь Болгарії) 

Угорщина—Уельс — 3:1 і 1:1 

Голландія—Швейцарія — 3:1 і 1:1 

НДР—Чехословаччина — 2:1 і 1:1 

Італія—Туреччина — 6:0 і 1:0 

Албанія—Греція — +:- (відмова Греції)

### 1/8 фіналу
Іспанія—Північна Ірландія — 1:1 і 1:0 

Югославія—Швеція — 0:0 і 2:3 

Данія—Албанія — 4:0 і 0:1 

Голландія—Люксембург — 1:1 і 1:2 

Австрія—Ірландія — 0:0 і 2:3 

Болгарія—Франція — 1:0 і 1:3 

СРСР—Італія — 2:0 і 1:1 

НДР—Угорщина — 1:2 і 3:3

### 1/4 фіналу
Люксембург—Данія — 3:3 і 2:2 (перегравання в Амстердамі — 1:0 на користь збірної Данії) 

Іспанія—Ірландія — 5:1 і 2:0 

Франція—Угорщина — 1:3 і 1:2 

Швеція—СРСР — 1:1 і 1:3

## Кваліфікувались
- Данія
- Іспанія
- СРСР
- Угорщина